# Jon M. Chu
Jonathan Murray (Jon) Chu (Palo Alto, 2 november 1979) is een Amerikaanse filmregisseur en producent.

## Biografie
Jon M. Chu werd in 1979 geboren in Palo Alto (Californië) als de zoon van een Taiwanese moeder en een Chinese vader. Hij is de jongste van vijf kinderen. Zijn vader is chef-kok Lawrence Chu, eigenaar van het restaurant Chef Chu's in Los Altos.
Chu studeerde in 2003 af aan de University of Southern California (USC). Aan de universiteit won hij als jonge filmmaker verscheidene prijzen.

## Carrière
Na zijn studies werd Chu door verschillende studio's benaderd om enkele filmproducties te regisseren. Zo werkte hij voor Sony aan Bye Bye Birdie en een moderne verfilming van The Great Gatsby, schreef hij voor DreamWorks de musical Moxie en werkte hij voor Lionsgate en Warner Brothers aan respectievelijk de romantische komedie The Prom en een kinderversie van Kung Fu Hustle. De verschillende projecten werden echter nooit uitgevoerd. The Great Gatsby werd uiteindelijk in 2013 door Warner Brothers verfilmd met Baz Luhrmann als regisseur.
Zijn debuut kwam er uiteindelijk pas in 2008, toen hij door Disney in dienst werd genomen om Step Up 2: The Streets te regisseren, een sequel van de succesvolle muziek- en dansfilm Step Up (2006). De film werd een financieel succes. Twee jaar later regisseerde hij ook het eveneens financieel succesvolle vervolg Step Up 3D. 
Nadien regisseerde Chu met Never Say Never (2011) en Believe (2013) twee documentaires/concertfilms over popzanger Justin Bieber. In 2013 regisseerde hij ook de actiefilm G.I. Joe: Retaliation, een sequel van G.I. Joe: The Rise of Cobra (2009). De film bracht met 375 miljoen dollar meer op dan de eerste film uit de reeks.
In 2015 kende Chu met de musicalfilm Jem and the Holograms zijn eerste flop. De lowbudgetfilm, die gebaseerd was op de gelijknamige animatieserie waar hij in de jaren tachtig mee was opgegroeid, bracht slechts twee miljoen dollar op aan de Amerikaanse box-office. Chu volgde het project op met de sequel Now You See Me 2 (2016) en de romantische komedie Crazy Rich Asians (2018). 
In 2019 verfilmde hij de musical In the Heights (2021).

## Filmografie
Film
- Step Up 2: The Streets (2008)
- Step Up 3D (2010)
- G.I. Joe: Retaliation (2013)
- Jem and the Holograms (2015)
- Now You See Me 2 (2016)
- Crazy Rich Asians (2018)
- In the Heights (2021)
- Wicked (2024)

Documentaire
- Justin Bieber: Never Say Never (2011)
- Justin Bieber's Believe (2013)